# Parastacus pugnax
El Parastacus pugnax también conocido como camarón de vega, camarón excavador o camarón de tierra es un crustáceo de la familia Parastacidae. Este cangrejo de río es una de las 6 especies del género Parastacus que habita los ríos de Chile; siendo una especie comestible característica de la gastronomía chilena.
Crustáceos de apariencia tosca. Cefalotórax liso, comprimido lateralmente, ligeramente más alto que ancho, en vista dorsal el surco cervical tiene forma de “V”, Ojos pequeños, Rostro corto, Pinzas del primer par de patas caminadoras voluminosas, Color gris verdoso o plomizo.
Especie de sexos separados, con especímenes intersexo. Los apareamientos se producirían a fines de invierno. Las primeras hembras ovígeras se observan a comienzos de la primavera. La incubación de sus huevos puede ir desde octubre a enero (Rudolph, 1997), o de noviembre a mayo (Ibarra & Arana 2012). Su desarrollo embrionario y postembrionario temprano en condiciones de laboratorio puede tardar 53 días (Rudolph y Ríos, 1987). El tamaño máximo de ovispostura es de 165 huevos, en una hembra de 39 mm (Porter 1904). 
Regiones de Chile en que se distribuye: Valparaíso, Libertador General Bernardo O’Higgins, Maule, Ñuble, Biobío,
Araucanía. 

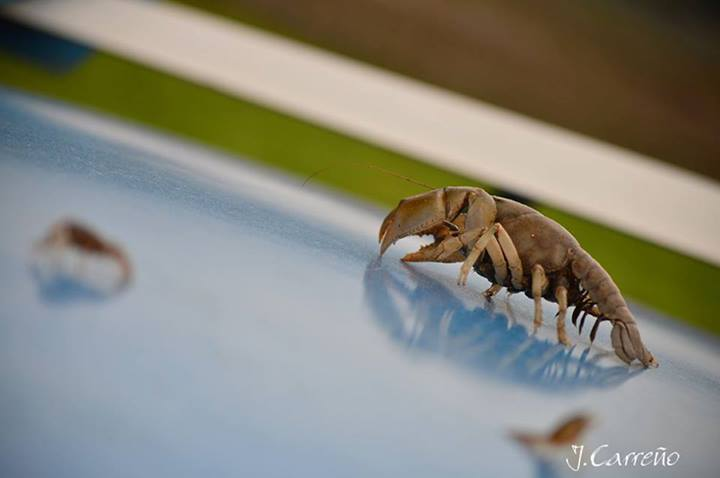
Camarón de tierra Chileno Parastacus pugnax.

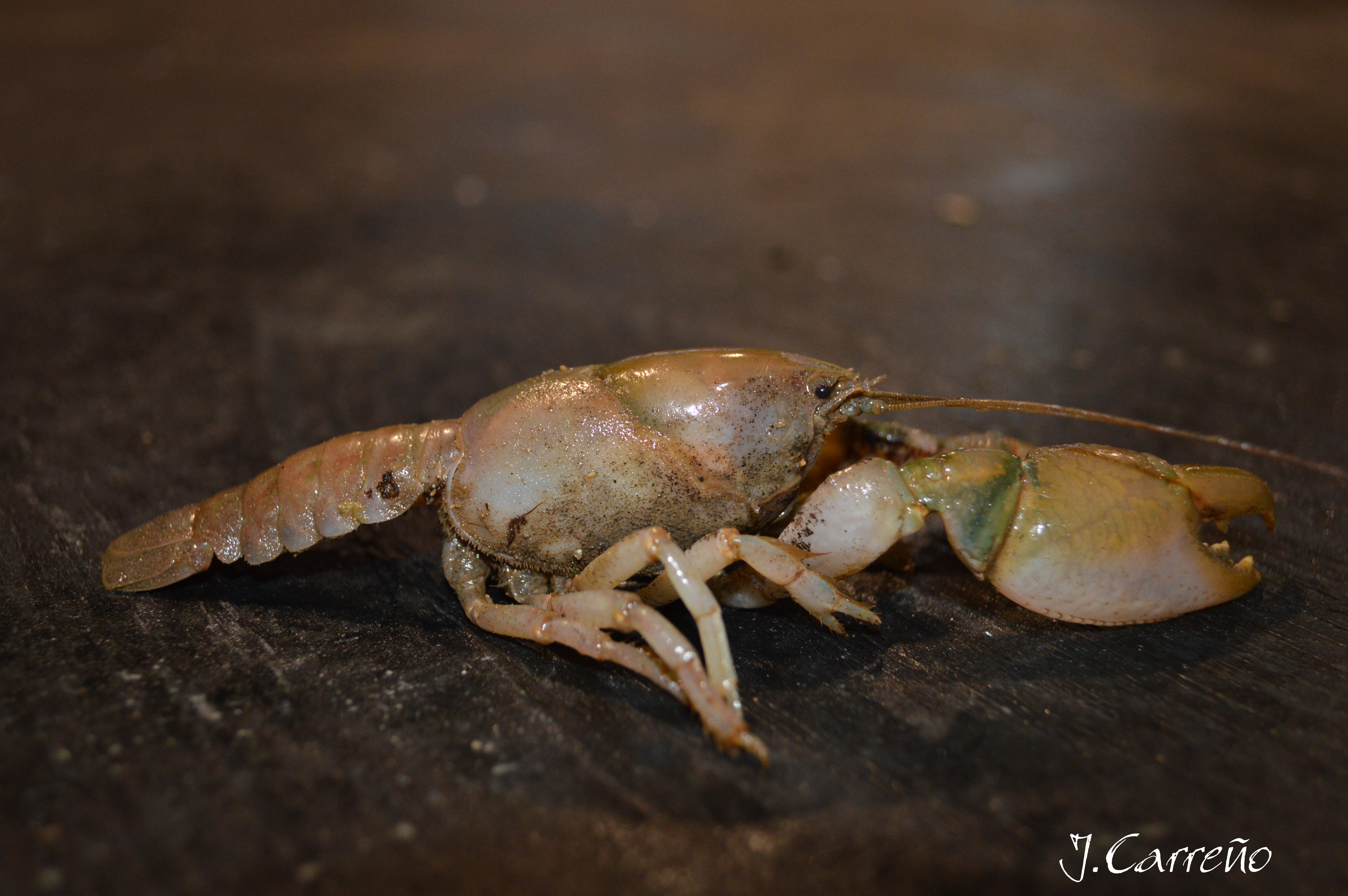
Camarón excavador, camarón de vega.

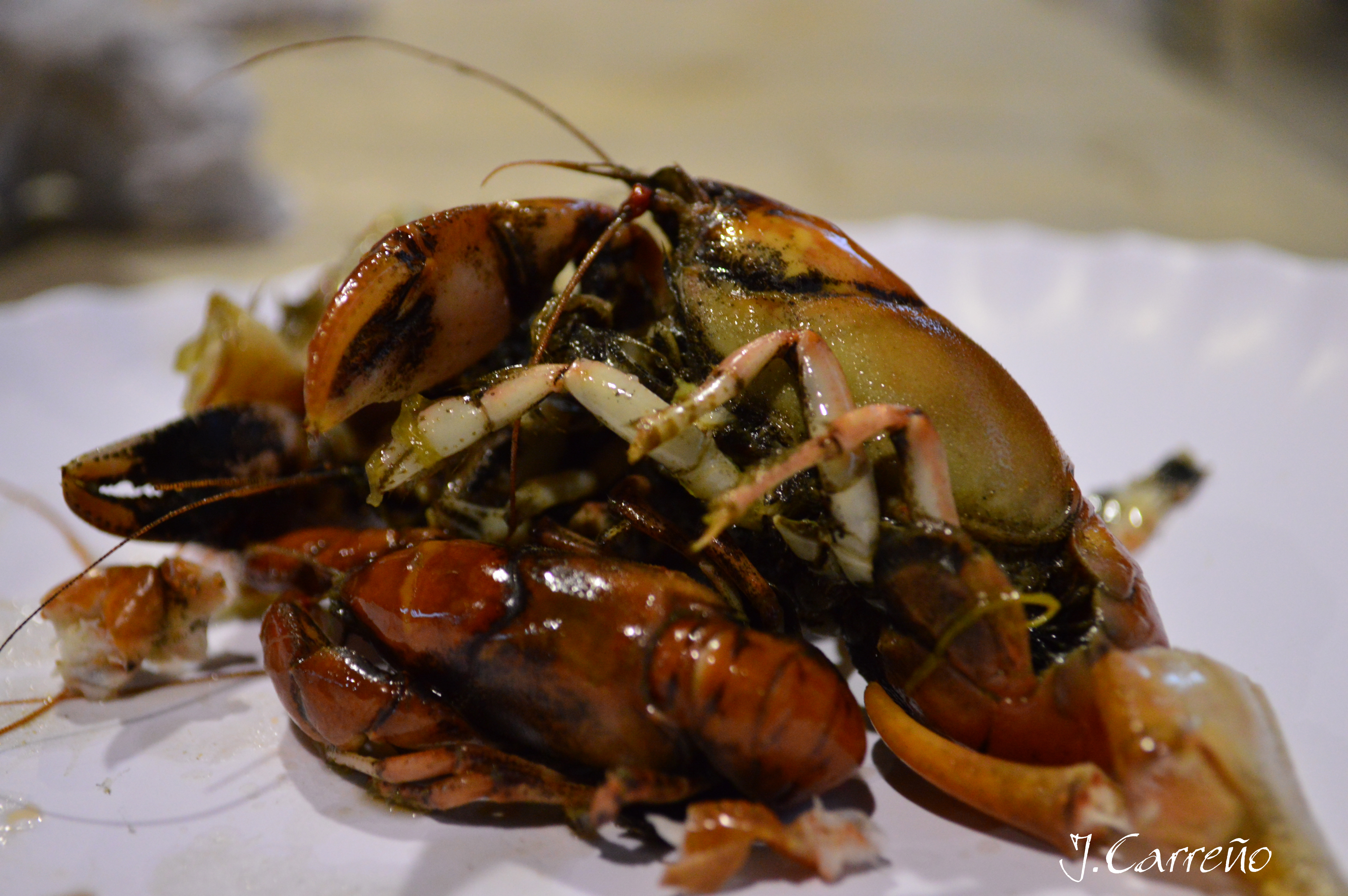
Camarones cocidos Parastacus pugnax, en Curepto, Maule, Chile

La especie se caracteriza por vivir en aguas subterráneas de zonas semipantanosas denominadas vegas o hualves, en las cuales crea extensas galerías subterráneas interconectadas, las cuales utiliza como madrigueras. con una cámara habitacional situada a nivel de la napa freática, desde la cual emerge un corto túnel ascendente que se divide en dos o más ramificaciones, las que al alcanzar la superficie del suelo se transforman en un número variable de orificios de entrada (entre dos y catorce, con una media de cuatro). La profundidad de sus galerías varía según el nivel de la napa freática. Se han registrado Madrigueras de hasta 4 metros de profundidad, en perforaciones de pozos en estaciones secas, Al interior de estas galerías cumple todo su ciclo de vida. Durante los meses de inundación deposita el material edáfico excavado alrededor de los orificios de entrada a sus galerías, formando conos truncados que se conocen como «chimeneas». Para transportar el material excavado forma un tipo de pala más o menos triangular con ambas pinzas como los laterales, el tercer par de maxilípedos a modo de fondo y la región del epistoma como pared de contención de este material. Para escalar utiliza las patas caminadoras 2 a la 5, y para depositar y luego desplazar o ubicar el material excavado usa las pinzas, el tercer par de
maxilípedos y las pinzas. 
En épocas estivales secas o prolongadas, algunas de las chimeneas son cerradas, a fin de mantener la humedad al interior de las galerías. Así las galerías no sólo les proporcionan refugio para evitar los depredadores, sino que también un microhábitat en donde las variaciones de temperatura y humedad son minimizadas.
Esta especie parece ser capaz de coexistir pacíficamente al interior de sus refugios subterráneos. Compartir las madrigueras les permite a los adultos aparearse y a los juveniles crecer en un ambiente seguro y protegido. De hábitos crepusculares y nocturnos (Dalannais 1984, Jara 1994, Rudolph, 1997). 
La especie se extrae para fines comerciales. Se consume entero y cocido.
La especie ha sido clasificada por la IUCN, como «datos insuficientes» (DD). Pero si bien esta especie se enfrenta a la amenaza de la pérdida de hábitat debido a la agricultura y silvicultura, la magnitud de esta pérdida todavía no está clara a lo largo del rango geográfico de la especie, como así mismo en qué medida se ve afectada por la enorme presión extractiva que actualmente enfrenta. Se requiere una investigación adicional para realizar una categorización más precisa. El Ministerio del Medio Ambiente de Chile lo clasifica como en la categoría «preocupación menor».
Fuentes: Ministerio del Medioambiente, Chile, Dpto. de Ciencias Biológicas y Biodiversidad U. de los Lagos, Chile.